# Sophronica subcarissae
Sophronica subcarissae là một loài bọ cánh cứng trong họ Cerambycidae.